# Латаст, Фернан
Фернан Латаст (Fernand Lataste, 1847 Кадийак, Жиронда — 1934) — французский зоолог и герпетолог. Работал профессором зоологии на факультете медицины в Сантьяго (Чили).
С 1880 по 1884 год собирал пресмыкающихся и земноводных в Северной Африке (Алжир, Тунис и Марокко), опубликовал статью «Les missions scientifiques de Fernand Lataste en Afrique noire et au Maghreb». В 1885 издал «Étude de la faune des vertébrés de Barbarie», описание животных Северной Африки. Первым описал в 1880 году жирнохвостых песчанок (Pachyuromys duprasi). В честь учёного названы песчанка Латаста (Gerbillus latastei), змееящерица Латаста (Ophiomorus latastii) и курносая гадюка (Vipera latastei). В 1876 году стал одним из основателей зоологического общества Франции.

## Публикации
- Essai d'une faune herpétologique de la Gironde, 1876 — Очерк герпетологической фауны Жиронды;
- Étude sur le discoglosse, 1879 — Исследование Discoglossus;
- Notes prises au jour le jour sur différentes espèces de l'ordre des rongeurs observées en captivité, 1886. — Заметки, сделанные на основе ежедневных наблюдений в неволе различных видов грызунов;
- Liste de mollusques du Chili: lettre à M. Fernand Lataste, 1896 — Список моллюсков Чили[3].